# D’Lo
D’Lo – miasto w Stanach Zjednoczonych, w stanie Missisipi, w hrabstwie Simpson.